# Nina Benner-Anderson
Nina Amanda Constantia Benner-Anderson, född Åhlander den 30 maj 1865 i Landskrona, död 26 mars 1947 i Västerås, var en svensk sjuksköterska, politiker och rösträttskvinna. Hon var engagerad som nykterhetskämpe och fredsivrare och blev Västerås första kvinnliga stadsfullmäktigeledamot.

## Biografi
Nina Benner-Anderson var dotter till Magnus Åhlander och Carolina Nilsson. De första barndomsåren, vilka hon själv skildrat som lyckliga, tillbringade hon tillsammans med tre yngre syskon bland straffångarna på slottet i Landskrona, där hennes far var kamrer. När Nina Benner-Anderson var tio år avled fadern, som då avtjänade ett fängelsestraff för förskingring. Vid denna tid hade familjen redan flyttat från Landskrona till Lund. Där försörjde modern familjen som så kallad spisvärdinna för studenter i staden.

### Utbildning
Skolgången tillbringade Nina Benner-Anderson i språkforskaren Edvard Lidforss privatskola i Lund. När hon var 18 år dog även modern och Nina Benner-Anderson fick då axla ansvaret för sina yngre syskon. Tre år senare, strax före jul 1886, lämnade hon Lund och begav sig till Stockholm. I huvudstaden blev hon elev på Drottningens sjuksköterskeskola (senare Sophiahemmet) som hade startats ett par år tidigare. Valet av yrke, liksom hennes livslånga engagemang för jämställdhet, rättvisa och för samhällets utsatta, bottnade säkerligen i barndomens upplevelser, såväl av familjens svårigheter som av närheten till fängelsemiljön. Efter sin examen från skolan arbetade hon som sjuksköterska under ett par år.

### Sjuksköterska
Nina Benner-Anderson fick 1891 anställning som sjuksköterska vid sjukstugan för arbetarna vid Domnarvets Jernverk. Under sin tid vid sjukstugan träffade hon ingenjören Gustaf Anderson och paret gifte sig hösten 1893. Efter några år av kringflyttande hamnade 40-åriga Nina Benner-Anderson tillsammans med make och fyra söner i Västerås kring årsskiftet 1905–1906. I Västerås började hon engagera sig i olika frågor kring kvinnors rättigheter, nykterhet och fred, vilket skulle komma att prägla mycket av hennes fortsatta liv. Hon lär ha haft en organisatorisk skicklighet, som säkerligen kom väl till pass i föreningslivet.

### Rösträtten
Hösten 1906 bildades i Västerås en avdelning av Föreningen för kvinnans politiska rösträtt, Föreningen för kvinnans politiska rösträtt i Västerås (FKPR, lokalavdelning av Landsföreningen för kvinnans politiska rösträtt, LKPR). Nina Benner-Anderson var en av stiftarna och 1909 blev hon även ledamot av styrelsen. När de politiskt aktiva kvinnorna i Västerås gick fram med en egen kandidatlista vid stadsfullmäktigevalet 1912 var hon nybliven ordförande i rösträttsföreningen, och placerades därför som förstanamn. Efter ett lyckat val tog Nina Benner-Andersson plats som stadens första kvinnliga fullmäktigeledamot. Hon var mestadels aktiv i olika sociala frågor och motionerade bland annat om inrättandet av en så kallad ”Mjölkdroppe” och föreslog åtgärder mot den akuta livsmedelskrisen.

### Lokalpolitiker
Nina Benner-Anderson omvaldes som fullmäktigeledamot på de frisinnades lista 1916. Samma år frånsade hon sig det lokala ordförandeskapet i FKPR och blev istället ordförande i Västmanlands länsförbund av LKPR. Efter att hennes make avlidit 1918 avslutade hon mandatperioden i fullmäktige i förtid. Tillsammans med sönerna, varav den äldste var svårt sjuk i tuberkulos, flyttade hon till Bromma i Stockholm. 
Hon var dock fortsatt aktiv i rösträttsrörelsen och ingick 1921 i den kommitté som fortsatte driva LKPR:s internationella arbete, Svenska kommittén för internationellt rösträttsarbete. Nina Benner-Anderson var en av delegaterna till den internationella rösträttsalliansens kongress i Rom 1923.

### Nykterhet
Nina Benner-Anderson tillhörde de kvinnor för vilka kampen för rösträtt och jämställdhet var nära relaterad till frågan om att uppnå nykterhet i samhället. År 1902 hade hon blivit medlem i den kvinnliga nykterhetsorganisationen Vita Bandet, och hon var ordförande i lokalavdelningen i Ödeborg fram till 1906. I Västerås-avdelningen var Nina Benner-Anderson sedermera ordförande mellan 1907 och 1918, därtill även i länsdistriktet. Vid Vita Bandets årsmöte 1916 valdes hon till ordförande i riksorganisationens centralstyrelse, en post hon innehade till 1922. Som ordförande i Vita Bandet var Nina Benner-Anderson livligt sysselsatt med opinionsbildningen och lobbyarbetet för ett alkoholförbud. Bland annat ledde hon flera delegationer som uppvaktade regeringen i frågan. År 1921 organiserade hon tillsammans med Emilie Rathou en stor förbudskongress. Hon var senare även verksam i Riksutskottet för de kristnas förbudsrörelse.

### Pacifist
Vid sidan av rösträtts- och nykterhetsarbetet var Nina Benner-Anderson starkt engagerad i den svenska fredsrörelsen. Inom Vita Bandet bildade hon 1912 ett särskilt organ, ett departement för fredsarbete. På våren 1915 tillhörde hon delegationen som representerade Sverige vid den internationella kvinnokongressen för fred i Haag. Nina Benner-Anderson ingick sedan i styrelsen, som kassaförvaltare, för den svenska sektionen av Internationella Kvinnokommittén för varaktig fred (nuvarande Internationella Kvinnoförbundet för Fred och Frihet, IKFF), vilken hade bildats vid kongressen. Efter ombildningen 1919 av den svenska avdelningen till IKFF var hon fortsatt styrelseledamot fram till 1922. Hon deltog senare i Frankfurtkonferensen om moderna krigsmetoder 1929 och var 1935 utskottsledamot i aktionen Kvinnornas vapenlösa uppror mot kriget, även kallad Första September-Rörelsen.

### Partipolitiker
I och med flytten till Bromma 1918 och närheten till huvudstaden blev Nina Benner-Anderson så småningom verksam också i politiken på riksnivå. Till Frisinnade landsföreningens verkställande utskott invaldes hon 1920 som suppleant. Året därpå deltog hon i bildandet av Stockholms nykterhetsvänliga medborgarförening, en utbrytargrupp ur den liberala valorganisationen, och ingick därefter i dess styrelse. Två år senare var splittringen över rusdrycksfrågan även ett faktum i Frisinnade landsföreningen, fastän Nina Benner-Anderson förespråkade fortsatt sammanhållning. I samband med splittringen tog hon plats i Frisinnade landsföreningens förtroenderåd, först som suppleant och från 1924 som ordinarie ledamot. En period var hon suppleant i Frisinnade Kvinnors Riksförbunds verkställande utskott, innan hon 1925 avsade sig detta uppdrag. Hon var dessutom, för en kort tid år 1930, ledamot i Östergötlands länsförbund av Frisinnade Kvinnors Riksförbund.

### Kväkare
Vid 67 års ålder anslöt sig Nina Benner-Anderson till Vännernas samfund (kväkarna), i vilket hon 1933–1935 fungerade som clerk (numera ombud). Som en av de äldsta i den första generationen medlemmar karakteriserades hon av Emilia Fogelklou som ”vår kära ålderspresident, med sitt vita hår och sina unga tindrande ögon”.
Nina Benner-Anderson återvände mot slutet av sitt liv, sjuklig och nästan blind, till Västerås. Hon avled 1947, 81 år gammal, och gravsattes på Östra kyrkogården i Västerås.